# Japan Credit Bureau
Pour les articles homonymes, voir JCB.

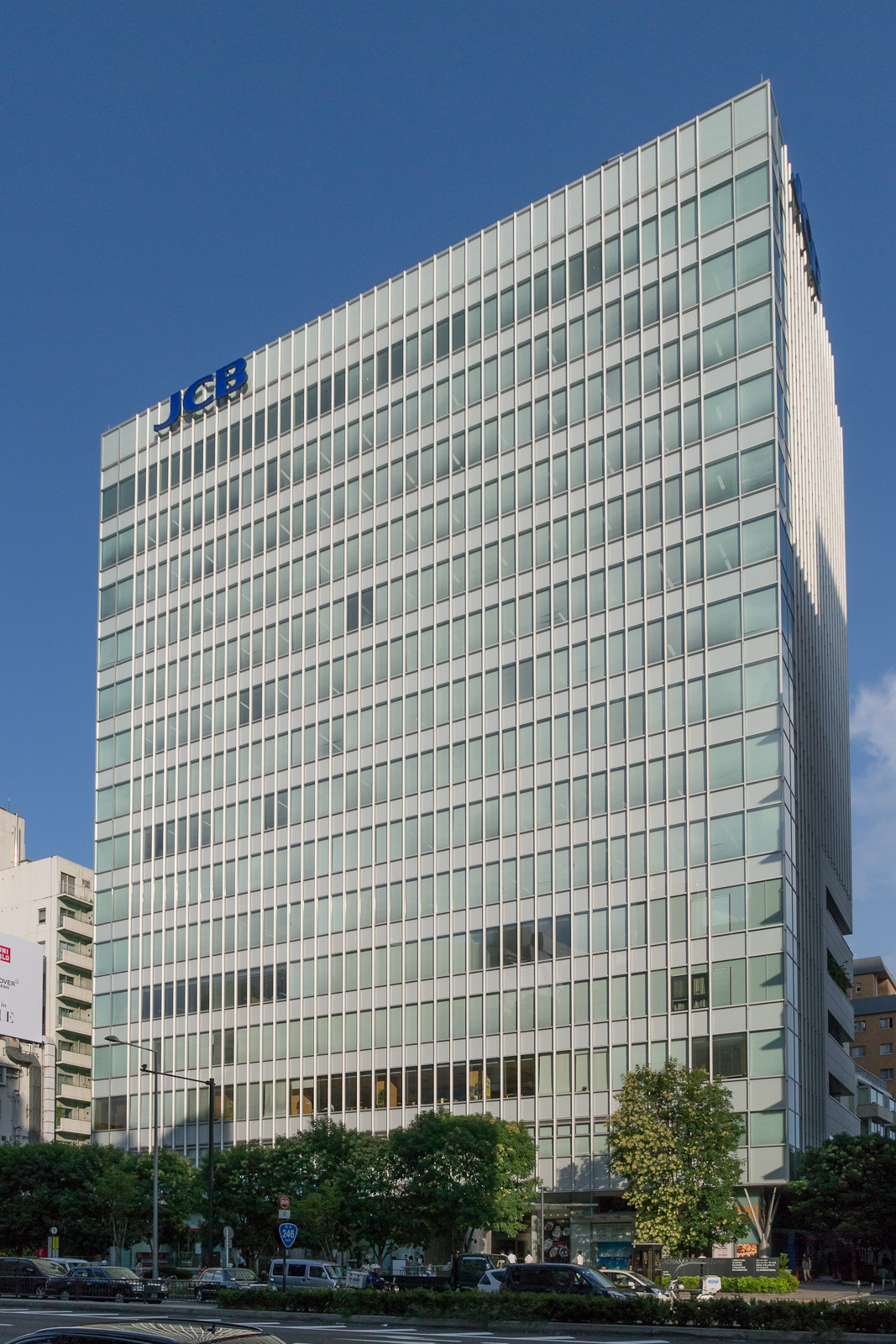
Siège Social de JCB à Tokyo

Japan Credit Bureau ou JCB (株式会社ジェーシービー, Kabushiki gaisha jē shī bī) est une entreprise japonaise de cartes de débit et de crédit. 
La société a lancé son activité de cartes en 1961 et entamé son expansion à l’étranger en 1981. 
Son réseau de commercialisation réunit plus de 31 millions de commerçants en 2015 et couvre 190 pays et territoires et plus de 40 millions de marchands l'acceptant en 2021.
Les cartes JCB, émises dans environ 20 pays avec 95,6 millions de porteurs en 2015, étaient au nombre de  plus de 123 millions en 2019.    
En 2021, le nombre de titulaires de cartes JCB était supérieur à 141 millions.   
Dans le cadre de sa stratégie d’expansion internationale, JCB a formé des alliances avec plus de 350 banques et institutions financières dans le monde en vue d’élargir son réseau commercial et d’augmenter sa base de titulaires de cartes.
Son siège se situe à Tokyo , dans l'arrondissement spécial de Minato.  JCB employait 3739 personnes en 2013 dans plus de 30 bureaux à l'international et plus de 4300 en 2022.
En 2023, les cartes du groupe JCB sont acceptées dans environ 190 pays.

## Histoire[2]
| 1961 | Création de Japan Credit Bureau |
| 1968 | Japan Credit Bureau établit une position dominante sur le marché des cartes de crédit japonaises avec le rachat de la société financière japonaise OCB (Osaka Credit Bureau).                                                                                  |
| 1978 | « Japan Credit Bureau » devient « JCB Co., Ltd. » |
| 1981 | JCB lance sa stratégie de développement international et s’installe à Tokyo |
| 1984 | Première carte JCB émise en dehors du Japon, à Hong Kong. |
| 1990 | Le premier JCB Plaza (salon d’accueil dédié aux porteurs de cartes) ouvre ses portes à Paris. On en compte aujourd'hui plus de 60 à travers le monde, dont 2 à Paris.                                                                                          |
| 1999 | Lancement de la première carte JCB à puce EMV J/Smart TM pour assurer le plus haut niveau de sécurité. |
| 2004 | JCB membre EMVco aux côtés de Visa et Mastercard. Lancement de J/SecureTM la solution eCommerce d'authentification du payeur pour sécuriser les transactions.                                                                                                  |
| 2006 | JCB membre fondateur des standards PCI DSS pour protéger les données sensibles des porteurs de cartes et des transactions. |
| 2007 | Lancement commercial de J/Speedy TM, le programme de paiement sans contact des cartes JCB, basé sur le standard EMV sans contact. |
| 2008 | Crise économique mondiale et Fermeture de JCB dans 7 pays européens. |
| 2012 | JCB 3e réseau mondial de paiement avec 25 millions de commerçants, dont 17 millions hors Japon. Pilote du Mobile Wallet. |
| 2013 | Forte croissance du nombre de porteurs de cartes JCB en dehors du Japon qui atteint 17 millions (Chine, Corée du Sud, Taïwan…). Lancement des applications "JCB Travel Guide" mobiles (iPhone, Android) pour les principaux pays de destination (France 2014). |